# Нижнеглебовка
Нижнеглебовка — хутор в Кущёвском районе Краснодарского края.
Входит в состав Глебовского сельского поселения.

## География
Расположен на реке Большой Эльбузд водного бассейна реки Кагальник впадающей в Азовское море .

### Улицы
- ул. Верхняя,
- ул. Нижняя.

## Население
| 2002 | 2010 |
| ---- | ---- |
| 132  | ↘105 |